# Ingénieur-économiste de la construction
Un ingénieur économiste de la construction est en France un fonctionnaire de catégorie A.

## Fonctions
Les ingénieurs économistes de la construction sont chargés de missions concernant la construction, la protection, la gestion de l'accueil et la sécurité dans le domaine du patrimoine bâti. Ils sont affectés dans les services dépendant de l'administration centrale des ministères économique et financier qui en assure la gestion.
Ils sont régis par le statut particulier de 1998
Ils procèdent, notamment, à la définition et au contrôle de l'économie des opérations d'investissement ; ils peuvent prendre en charge des conduites d'opération de maîtrise d'ouvrage et peuvent également être chargés de toute fonction d'assistance technique immobilière pour la gestion patrimoniale des administrations économiques et financières.